# Chris Ahrens
Christian "Chris" Ahrens (ur. 24 lipca 1976) – amerykański wioślarz. Złoty medalista olimpijski z Aten.
Zawody w 2004 były jego drugimi igrzyskami olimpijskimi, debiutował w 2000. Złoty medal zdobył w ósemce. Był w niej również mistrzem świata w 1997, 1998 i 1999. W czwórce ze sternikiem był mistrzem świata w 1995.